# ティウ
ティウ（Tiu）は、王朝誕生前のエジプトでナイル川デルタを治めたファラオ。パレルモ石では、下エジプトの王として小さな番号とともに描かれている。彼の生涯や治世に関してはほとんど分かっていない。